# Џо Енгл
Џо Хенри Енгл (енгл. Joe Henry Engle; Чапман, 26. август 1932 — Хјустон, 10. јул 2024) био је амерички пилот и астронаут. Изабран је за астронаута 1966. године.

## Биографија

### Рана младост, образовање и војна служба
Рођен и одрастао у Канзасу, након завршене средње школе 1950. године, Енгл полази на студије на Универзитет Канзас, на којем је дипломирао ваздухопловну технику 1955. године. У младости Енгл је био члан Младих извиђача САД и имао је чин First Class Scout. Пре него што је изабран за астронаута, летео је као борбени пилот у Америчком ратном ваздухопловству, којем се придружио по завршетку факултета 1955. године, с обзиром на то да је био њихов стипендиста. Још као студент, док је на летњем распусту радио у компанији Цесна, научио је да лети. Након војне летачке обуке коју је успешно окончао, летео је као пилот на авиону F-100 Супер Сејбр, да би три године касније, на препоруку Чака Јегера, ступио у елитну школу за пробне пилоте при Ратном ваздухопловству САД у ваздухопловној бази Едвардс, Калифорнија и постаје тест пилот, а након тога завршава и курс са астронаутским курикулумом.

### Тест пилот и астронаут
Наредних пет година провео је у Едвардсу тестирајући бројне типове ваздухоплова, али је као тест пилот на X-15 авиону успео да стигне и до свемира, што су уједно били и његови први космички летови (додуше суб-орбитални). Од забележених 16 летова на овој експерименталној ракетној летелици, три су била суб-орбитална, а последњим, који је уследио 14. октобра 1965. године, ушао је у историју као први пилот од укупно двојице који су достигли космичко пространство без помоћи система MH-96. Енгл је прву пријаву за пријем у астронаутски корпус НАСА послао заједно са колегом Мајклом Колинсом 1963. године, али је Ратно ваздухопловство САД повукло његову пријаву како би могао да учествује у X-15 програму. Иако је истицао како је посао који има „најбољи летачки посао на свету”, поново се пријавио 1966. године, јер је очекивао да ће га Ваздухопловство послати на неки нови задатак, а надао се да ће путовати на Месец.
Након селекције у астронаутски корпус, Енгл је најпре био члан помоћне посаде на мисији Аполо 10, да би након тога био одређен за резервног пилота лунарног модула на лету Аполо 14, што га је сврстало у ред путника на Месец, као члана посаде Апола 17. Ипак, због притиска научне заједнице да НАСА пошаље и једног школованог научника-геолога, а не само тест пилоте који су добили обуку из геологије (иако је та обука формално гледано била вредна као и мастер диплома из области геологије), Енгл је отпао са овог лета, а његово место је заузео Др. Харисон Шмит. Како је Енгл касније објаснио, „мисије на Месец и јесу биле геолошки оријентисане”, а тадашњи директор летачких операција НАСА, Доналд Слејтон, питао га је на којој од следећих мисија жели да лети: Скајлаб, Аполо-Сојуз Тест Пројекат или Спејс-шатл. Како је био најсличнији авиону, Енгл се одлучио за Шатл.
Од јуна до октобра 1977. године, Енгл је био командант једне од две посаде у оквиру АЛТ пројекта, тестирања шатла Ентерпрајз. Када је Спејс-шатл програм и званично отпочео, Енгл је одређен за команданта друге мисије, СТС-2, 1981. године. Један је од ретких астронаута који су добили прилику да командују својим првим летом. Летео је са колегом Ричардом Трулијем. По окончању тог лета, служио је као командант и на мисији СТС-51-И, четири године касније. То су била његова два и једина орбитална лета, уз три суб-орбитална из времена када је био тест пилот у бази Едвардс, што га, ако се ти летови узму у обзир, чине првим из његове астронаутске селекције који се винуо пут свемира. У међувремену је био заменик администратора за космичке летове у централи НАСА од марта до децембра 1982. године, али је задржао свој летачки статус, што је кулминирало и његовим другим летом на шатлу. Учествовао је у истрази катастрофе шатла Челенџер, 1986. У размаку од само два дана напустио је и НАСА и Ратно ваздухопловство, 28. односно 30. новембра 1986. године. Из војске се повукао са две генералске звездице (чин генерал-мајора). Последње војно задужење му је било у својству заменика главнокомандујућег Ваздухопловне националне гарде при Америчкој свемирској команди и Команди одбране ваздушног простора Северне Америке (НОРАД).
Током каријере је забележио више од 15.400 часова лета (што га сврстава у ред астронаута са највећим бројем часова налета), од тога преко 9.000 на млазњацима. У свемиру је провео 9 дана.
Енгл је једини човек који је у свемир отишао са две различите летелице са крилима, X-15 и Спејс-шатл. У једном интервјуу 2004. године, Енгл је коментарисао како је „једини пилот који је управљао Шатлом током уласка у атмосферу и слетања”, али је чињеница да су моменти током тог процеса обележени и компјутерском контролом.

### По напуштању НАСА и Ратног ваздухопловства САД
По пензионисању 1986. године, и даље је остао у свету ваздухопловства и астронаутике, углавном у својству консултанта НАСА, као и компаније Bushnell Performance Optics. Као „тест пилот емеритус” Школе за пробне пилоте Ратног ваздухопловства САД одржао је летачки статус и повремено је летео на ловачким авионима њихове флоте. Био је члан неколико кућа славних и носилац бројних друштвених признања, цивилних и војних одликовања. Женио се два пута, и имао је двоје деце и једно пасторче. Преминуо је 10. јула 2024. године у Хјустону. Био је последњи живи пилот X-15 програма.

## Галерија
- Џо Енгл поред X-15 авиона, 1965. године
- Селекција X-15 пилота, окренути леђима, Енгл је први слева, 1966. године
- Џо Енгл (седи, четврти здесна) са својом астронаутском селекцијом, 1966. године
- Џо Енгл током тренинга за мисију Аполо 14, 1970. године
- Џо Енгл у Аполо скафандеру, 1971. године
- Џо Ингл као резерва на Аполу 14, 1971. године
- Џо Енгл испред шатла Ентерпрајз, 1976. године
- Џо Енгл (други здесна) са колегама из пројекта АЛТ испред шатла Ентерпрајз, 1976. године
- Џо Енгл у својству команданта друге мисије Спејс-шатла, 1981. године
- Посада СТС-2, Џо Енгл (лево) и Ричард Трули, 1981. године
- Током интервјуа након лета, Џо Енгл 1981. године
- Џо Енгл током тренинга за лет СТС-51-И, 1985. године
- Џо Енгл (доле лево) као командант мисије СТС-51-И, са својом посадом, 1985. године
- Џо Енгл и генерал Кевин Чилтон, такође бивши астронаут, 2007. године